# تابيرا، بارانا
تابيرا، بارانا بلدية في ولاية بارانا في المنطقة الجنوبية من البرازيل.